# Olivier Brand
Olivier Brand (* 19. November 1980 in Genf) ist ein ehemaliger Schweizer Skirennfahrer. Seine größten Erfolge feierte er im Super-G.

## Biografie
Brand startete für den Skiklub Genève SATUS  und fuhr sein erstes FIS-Rennen im Dezember 1995. Von 1997 bis 2000 nahm er an den Juniorenweltmeisterschaften teil und erreichte dabei als bestes Ergebnis den 13. Platz im Riesenslalom 2000, weitere vier Mal fuhr er unter die schnellsten 20. Im Europacup startete er erstmals im Januar 1999. Mit insgesamt drei Siegen entschied er in den Saisonen 2006/07 und 2007/08 die Super-G-Disziplinenwertung für sich.
Sein erstes Rennen im Weltcup bestritt Brand im Dezember 2004. Nachdem er anfangs auch noch im Riesenslalom gestartet war, fuhr er ab 2006 nur noch Super-Gs und Abfahrten im Weltcup, fand aber nie den Anschluss an die Spitze. In seinen insgesamt 28 Weltcuprennen bis Januar 2009 erzielte er fünfmal eine Platzierung in den Punkterängen, also unter den schnellsten 30. Sein bestes Weltcupergebnis war der 22. Rang im Super-G von Lake Louise am 30. November 2008. Im März 2009 gab Brand seinen Rücktritt bekannt.

## Erfolge

### Weltcup
- 5 Platzierungen unter den besten 30

### Europacup
- Saison 2004/05: 5. Gesamtwertung, 5. Abfahrtswertung, 5. Super-G-Wertung, 10. Riesenslalomwertung
- Saison 2006/07: 5. Gesamtwertung, 1. Super-G-Wertung
- Saison 2007/08: 10. Gesamtwertung, 1. Super-G-Wertung
- Saison 2008/09: 5. Super-G-Wertung
- 8 Podestplätze, davon 3 Siege:

| Datum            | Ort           | Land       | Disziplin |
| ---------------- | ------------- | ---------- | --------- |
| 2. Februar 2007  | Tignes        | Frankreich | Super-G   |
| 14. Februar 2007 | Sella Nevea   | Italien    | Super-G   |
| 19. Januar 2008  | Crans-Montana | Schweiz    | Super-G   |

### Juniorenweltmeisterschaften
- Schladming 1997: 18. Slalom, 24. Riesenslalom
- Megève 1998: 15. Slalom, 16. Riesenslalom
- Pra Loup 1999: 16. Slalom, 30. Abfahrt
- Québec 2000: 13. Riesenslalom, 24. Super-G, 28. Abfahrt

### Weitere Erfolge
- 10 Siege in FIS-Rennen (8× Riesenslalom, 2× Super-G)